# Danuria impannosa
Danuria impannosa är en bönsyrseart som beskrevs av Karsch 1889. Danuria impannosa ingår i släktet Danuria och familjen Mantidae. Inga underarter finns listade i Catalogue of Life.